# Metopothrix
Metopothrix is een geslacht van zangvogels uit de familie ovenvogels (Furnariidae).

## Soorten
Het geslacht kent de volgende soort:
- Metopothrix aurantiaca – Oranje pluchekruin